# Cosmic Research
Dit overzicht is mogelijk incompleet; u kunt helpen door het uit te breiden.
Cosmic Research is een internationaal, aan collegiale toetsing onderworpen wetenschappelijk tijdschrift op het gebied van de astronomie.
Het eerste nummer verscheen in 1963.
- The WorldCat id n2:0010-9525 is not valid.